# Билкове Хуменце
Билкове Хуменце (слч. Bílkove Humence) насељено је мјесто са административним статусом сеоске општине (слч. obec) у округу Сењица, у Трнавском крају, Словачка Република.

## Становништво
| Година:    | 1994. | 2004.    | 2014.   | 2024.   |
| ---------- | ----- | -------- | ------- | ------- |
| Број људи: | 246   | 217      | 206     | 194     |
| Разлика:   |       | -11,78 % | -5,06 % | -5,82 % |

| Година:    | 2023. | 2024.   |
| ---------- | ----- | ------- |
| Број људи: | 193   | 194     |
| Разлика:   |       | +0,51 % |

Према подацима о броју становника из 2024. године насеље је имало 194 становника.